# Rafael Souto
Rafael Ángel Souto Castro (Montevideo, 24 ottobre 1930) è un ex calciatore uruguaiano, di ruolo attaccante.

## Carriera

### Club
In patria ha giocato con il Nacional con cui ha vinto tre campionati.
In Spagna ha giocato per Atlético Madrid e Deportivo La Coruña.

### Nazionale
Con la Nazionale uruguaiana ha preso parte al Campeonato Sudamericano de Football 1953 e ai Mondiali 1954. Tra il 1953 e il 1954 ha totalizzato cinque presenze con la nazionale uruguaiana.

## Palmarès

### Club
- Campionato uruguaiano: 3

Nacional Montevideo: 1950, 1952, 1957